# Azize Tanrıkulu
Azize Tanrıkulu (Ancara, 9 de novembro de 1986) é uma taekwondista turca.
Azize Tanrıkulu competiu nos Jogos Olímpicos de 2008 na qual conquistou a medalha de prata.